# Nata-Messer
Das Nata-Messer auch (jap.) „Ken-Nata“ ist ein Messer aus Japan.

## Beschreibung
Die Nata-Messer gibt es in vielfältigen Versionen. Sie bestehen aus normalem- oder aus laminiertem Stahl. Die Klingen sind je nach Verwendungszweck rechteckig oder haben Ähnlichkeit mit der Klinge eines Tantō. Die Klingen gibt es auch in der Form eines Schlagmessers (Machete) (siehe Bild Infobox). Allen Messern ist gemein, das sie keinen scharfen- oder spitzen Ort besitzen. Der Ort ist meist abgerundet, eingerollt oder gerade abgeschnitten ohne Schärfe. Der Klingenrücken ist oft verstärkt gearbeitet um der Klinge mehr Stabilität zu geben. Messer dieser Art werden für die Gartenarbeit, oder aber auch für die Jagd benutzt. Die Scheiden bestehen meist aus Holz oder aus Bambus. Die Nata-Messer gehen zurück bis auf die Ainu, die Ureinwohner Japans. Moderne Versionen gibt es auch mit modernen Klingenformen wie die der Bowiemesser oder moderner Kampfmesser.